# Précy-le-Sec
Pour les articles homonymes, voir Précy (homonymie).
Précy-le-Sec est une commune française située dans le département de l'Yonne, en région Bourgogne-Franche-Comté.

## Géographie
Précy-le-Sec se situe dans l'Yonne, arrondissement d'Avallon, canton de l'Isle-sur-Serein.
Cette petite commune est à 15 minutes de l'échangeur de l'autoroute A6 de Nitry.
Elle est isolée sur un petit plateau à 270 m d'altitude (point culminant à 317 m) qui surplombe la vallée de la Cure, affluent de l'Yonne.

### Climat
Pour des articles plus généraux, voir Climat de la Bourgogne-Franche-Comté et Climat de l'Yonne.
En 2010, le climat de la commune est de type climat océanique dégradé des plaines du Centre et du Nord, selon une étude du Centre national de la recherche scientifique s'appuyant sur une série de données couvrant la période 1971-2000. En 2020, Météo-France publie une typologie des climats de la France métropolitaine dans laquelle la commune est exposée à un climat océanique altéré et est dans la région climatique  Lorraine, plateau de Langres, Morvan, caractérisée par un hiver rude (1,5 °C), des vents modérés et des brouillards fréquents en automne et hiver. 
Pour la période 1971-2000, la température annuelle moyenne est de 10,7 °C, avec une amplitude thermique annuelle de 16 °C. Le cumul annuel moyen de précipitations est de 873 mm, avec 12,5 jours de précipitations en janvier et 8,4 jours en juillet. Pour la période 1991-2020, la température moyenne annuelle observée sur la station météorologique de Météo-France la plus proche, « Merry-sur-Yonne », sur la commune de Merry-sur-Yonne à 14 km à vol d'oiseau, est de 11,5 °C et le cumul annuel moyen de précipitations est de 776,9 mm. 
La température maximale relevée sur cette station est de 40,7 °C, atteinte le 7 août 2003 ; la température minimale est de −22 °C, atteinte le 16 janvier 1985,,. 
Les paramètres climatiques de la commune ont été estimés pour le milieu du siècle (2041-2070) selon différents scénarios d'émission de gaz à effet de serre à partir des nouvelles projections climatiques de référence DRIAS-2020. Ils sont consultables sur un site dédié publié par Météo-France en novembre 2022.

## Urbanisme

### Typologie
Au 1er janvier 2024, Précy-le-Sec est catégorisée commune rurale à habitat dispersé, selon la nouvelle grille communale de densité à sept niveaux définie par l'Insee en 2022.
Elle est située hors unité urbaine. Par ailleurs la commune fait partie de l'aire d'attraction d'Avallon, dont elle est une commune de la couronne,. Cette aire, qui regroupe 74 communes, est catégorisée dans les aires de moins de 50 000 habitants,.

### Occupation des sols
L'occupation des sols de la commune, telle qu'elle ressort de la base de données européenne d’occupation biophysique des sols Corine Land Cover (CLC), est marquée par l'importance des territoires agricoles (64 % en 2018), une proportion sensiblement équivalente à celle de 1990 (64,2 %). La répartition détaillée en 2018 est la suivante : 
terres arables (57,7 %), forêts (34,2 %), prairies (6,3 %), zones urbanisées (1,8 %). L'évolution de l’occupation des sols de la commune et de ses infrastructures peut être observée sur les différentes représentations cartographiques du territoire : la carte de Cassini (XVIIIe siècle), la carte d'état-major (1820-1866) et les cartes ou photos aériennes de l'IGN pour la période actuelle (1950 à aujourd'hui).

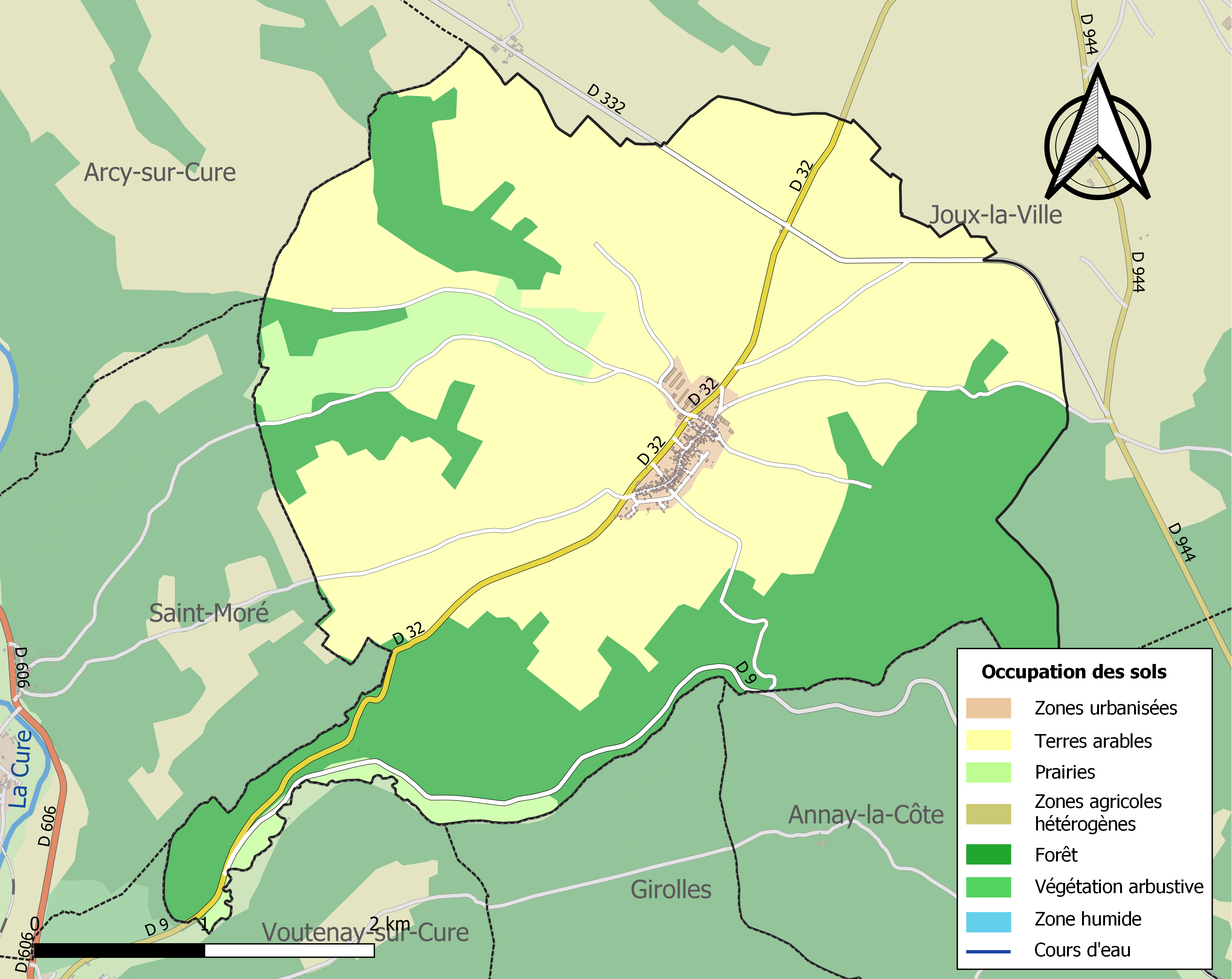
Carte des infrastructures et de l'occupation des sols de la commune en 2018 (CLC).

## Toponymie
Le village de Précy-le-Sec est cité en 1127 sous le nom de Prissiacum. 
Le village tire son nom de sa situation isolée sur un plateau dénudé et sans eau.

## Histoire
Il relevait de l'abbaye de Vézelay.
Il était jadis fortifié et comptait deux portes défensives. 
Détruit en 1426, il fut reconstruit à son emplacement actuel. 
En 1860, des travaux de terrassement ont mis au jour des fondations de murailles faisant probablement partie d'un château seigneurial.

## Politique et administration
| Période | Période  | Identité         | Étiquette | Qualité |
| ------- | -------- | ---------------- | --------- | ------- |
| 1947    | 1953     | René de Blecker  |           |         |
| 1953    | 1959     | Henri Oppeneau   |           |         |
| 1959    | 1960     | Lucien Rameau    |           |         |
| 1960    | 1962     | Victorine Naudin |           |         |
| 1962    | 1971     | Bernard Rameau   |           |         |
| 1971    | 1989     | Guy Rameau       |           |         |
| 1989    | 2008     | Pierre Pinson    |           |         |
| 2008    | En cours | Arnaud Rosier    |           |         |

## Démographie
L'évolution du nombre d'habitants est connue à travers les recensements de la population effectués dans la commune depuis 1793. Pour les communes de moins de 10 000 habitants, une enquête de recensement portant sur toute la population est réalisée tous les cinq ans, les populations de référence des années intermédiaires étant quant à elles estimées par interpolation ou extrapolation. Pour la commune, le premier recensement exhaustif entrant dans le cadre du nouveau dispositif a été réalisé en 2005.

En 2022, la commune comptait 238 habitants, en évolution de −5,18 % par rapport à 2016 (Yonne : −1,95 %, France hors Mayotte : +2,11 %).
| 1793 | 1800 | 1806 | 1821 | 1831 | 1836 | 1841 | 1846 | 1851 |
| ---- | ---- | ---- | ---- | ---- | ---- | ---- | ---- | ---- |
| 658  | 762  | 742  | 750  | 802  | 695  | 734  | 743  | 744  |

| 1856 | 1861 | 1866 | 1872 | 1876 | 1881 | 1886 | 1891 | 1896 |
| ---- | ---- | ---- | ---- | ---- | ---- | ---- | ---- | ---- |
| 668  | 688  | 700  | 721  | 693  | 639  | 637  | 606  | 571  |

| 1901 | 1906 | 1911 | 1921 | 1926 | 1931 | 1936 | 1946 | 1954 |
| ---- | ---- | ---- | ---- | ---- | ---- | ---- | ---- | ---- |
| 521  | 486  | 479  | 368  | 349  | 319  | 262  | 266  | 249  |

| 1962 | 1968 | 1975 | 1982 | 1990 | 1999 | 2005 | 2006 | 2010 |
| ---- | ---- | ---- | ---- | ---- | ---- | ---- | ---- | ---- |
| 201  | 206  | 194  | 192  | 216  | 238  | 278  | 284  | 285  |

| 2015 | 2020 | 2022 | - | - | - | - | - | - |
| ---- | ---- | ---- | - | - | - | - | - | - |
| 252  | 245  | 238  | - | - | - | - | - | - |

## Économie
L'activité principale est l'agriculture : polyculture (blé, colza, orge), élevage (bovins, dindes et poulets) et exploitation forestière.
Le centre de détention de Joux-la-Ville se situe à proximité immédiate.

## Culture locale et patrimoine

### Lieux et monuments

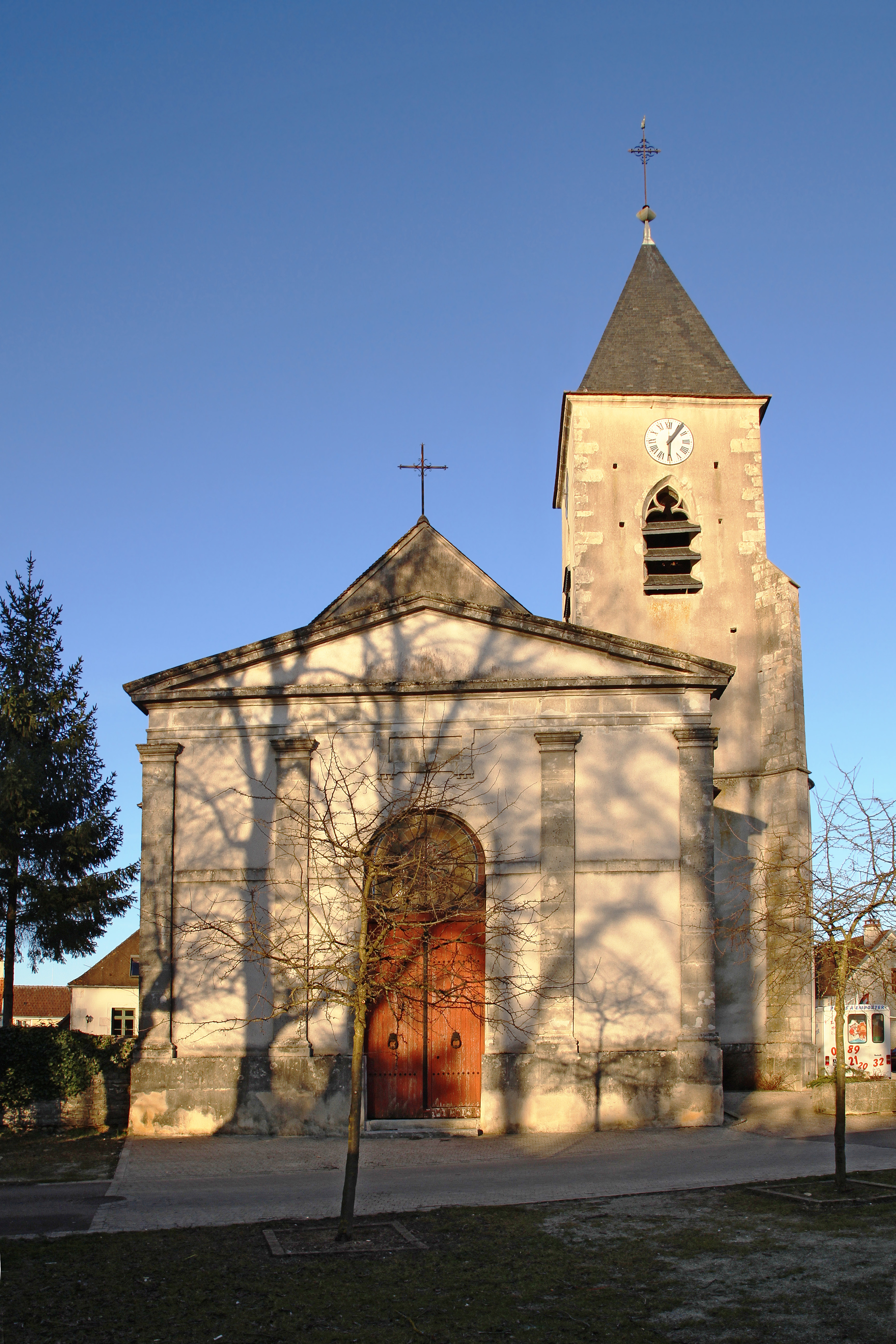
Façade de l'église Saint-Paul.

- Église Saint-Paul (ancienne chapelle du château, devenue église paroissiale) : nef unique XVIIIe siècle voûtée en plein cintre, abside en cul-de-four XIIe siècle, piscine XIIIe siècle, chœur à voûte ogivale, grand portail toscan 1770, porte romane au midi surmontée d'une tour carrée à meneaux XIVe siècle ; dans une niche, Vierge à l'Enfant en pierre.

### Personnalités liées à la commune
- Athanase Mouchoux (1844-1929), prêtre, né à Précy-le-Sec. Curé doyen de Saint-Fargeau, immortalisé par Jean d'Ormesson dans son roman Au plaisir de Dieu.
- Jean-Pierre Marielle (1932-2019), acteur, né à Paris, mais est originaire de Précy-le-Sec où il a grandi[18]. Il repose dans le cimetière de la commune.
- Philippe Pétain était surnommé « Précis-le-Sec » lorsqu’il enseignait à l’École de guerre[19].

## Pour approfondir